# دياني ستانلي
دياني ستانلي (بالإنجليزية: Diane Stanley)‏ هي كاتبة للأطفال وكاتِبة ومصممة جرافيك أمريكية، ولدت في 27 ديسمبر 1943 في أبيلين في الولايات المتحدة.

## وصلات خارجية
- الموقع الرسمي